# 轴果耳蕨
轴果耳蕨（学名：Polystichum costularisorum）为鳞毛蕨科耳蕨属下的一个种。

## 扩展阅读
- 維基物種上的相關：轴果耳蕨